# Adobe (brique)
Pour les articles homonymes, voir Adobe.

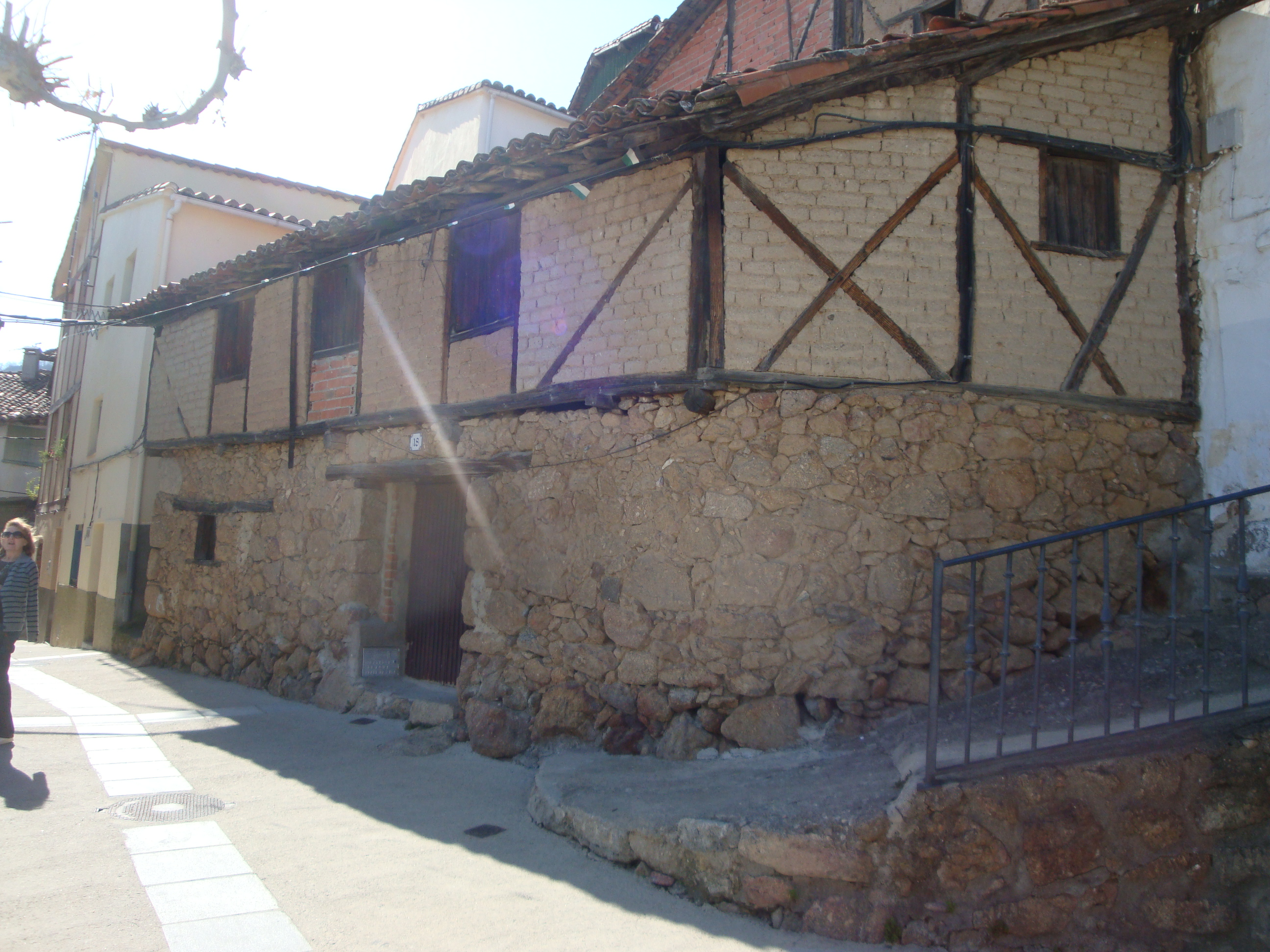
Logement bâti partiellement en adobe, à Rebollar (Cáceres, Espagne).

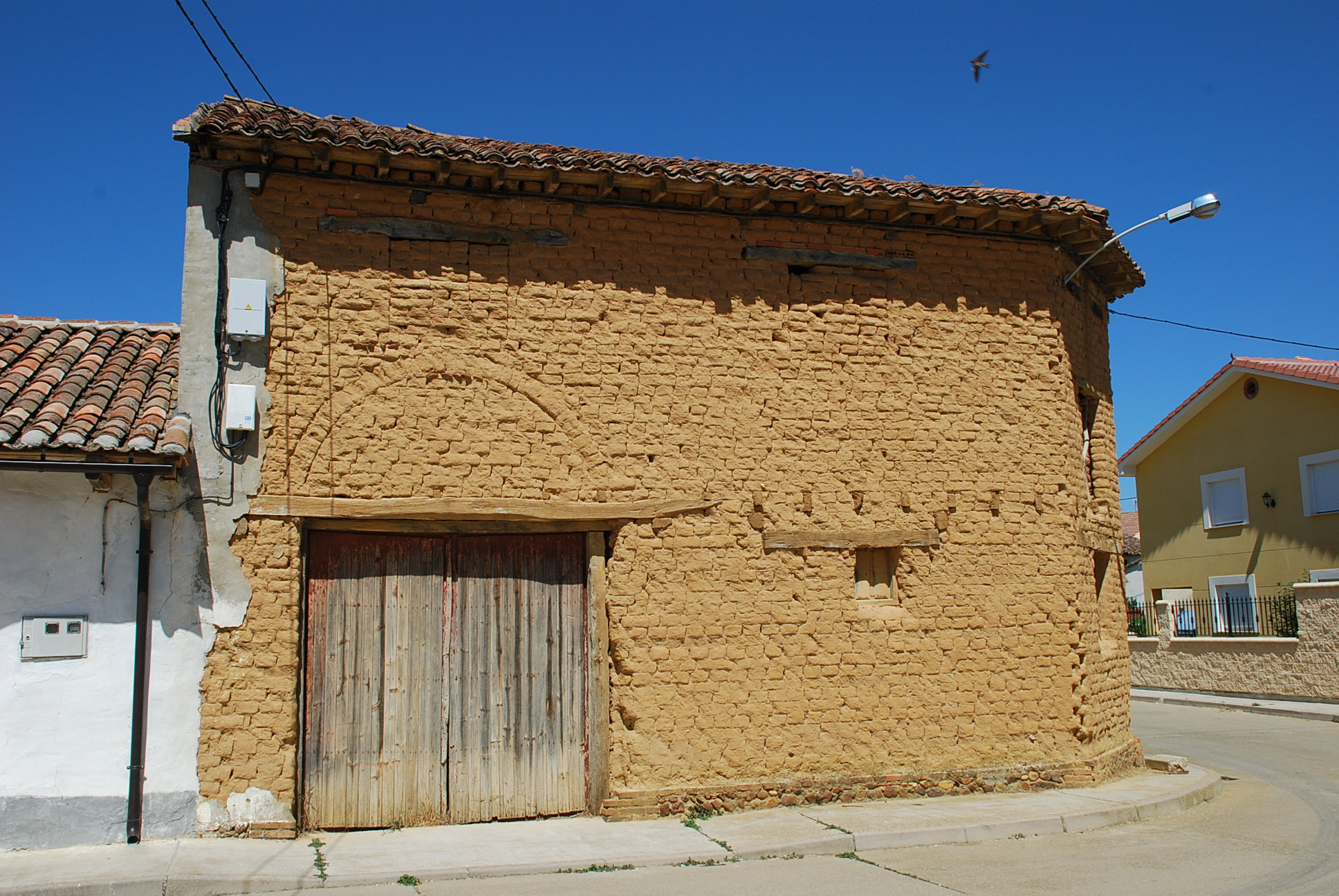
Construction en adobe de Renedo de Valdavia (Palencia, Espagne). Arc de décharge au-dessus de la porte aussi en adobe.

L'adobe (de l'arabe : الطوب) est de l'« argile qui, mélangée d'eau et d'une faible quantité de paille hachée ou d'un autre liant, peut être façonnée en briques séchées au soleil ». Par extension, les briques et constructions réalisées avec cette terre.

## Définitions
En français, une définition officielle est celle du CNRTL : « argile et sables qui, mélangés d'eau et d'une faible quantité de paille hachée ou d'une autre fibre, peut être façonnée en briques séchées au soleil ». Par extension, les briques et constructions réalisées avec cette terre que l'on pourrait dès à présent nuancer par celle de La Real Academia Española : « masse d'argile mélangée parfois avec de la paille, moulée en forme de brique et séchée à l'air, qui est utilisée dans la construction de parois et de murs ».
L'origine arabe du terme en fait une technique apparentée aux cultures que l'on retrouve autour de la Méditerranée, et, par extension, les traditions hispaniques d'Amérique. Dans d'autres pays d'Afrique, par exemple, on parlera de banco ou d'inkarakara, et dans beaucoup d'autres pays, probablement les traductions que l'on peut apporter aux expressions « brique » et « terre crue ». Ainsi, dans les pays anglo-saxons, on peut aussi parler de mud brick, et en Italie, de mattone di fango.
De la même façon, il existe différentes traditions de brique crue.

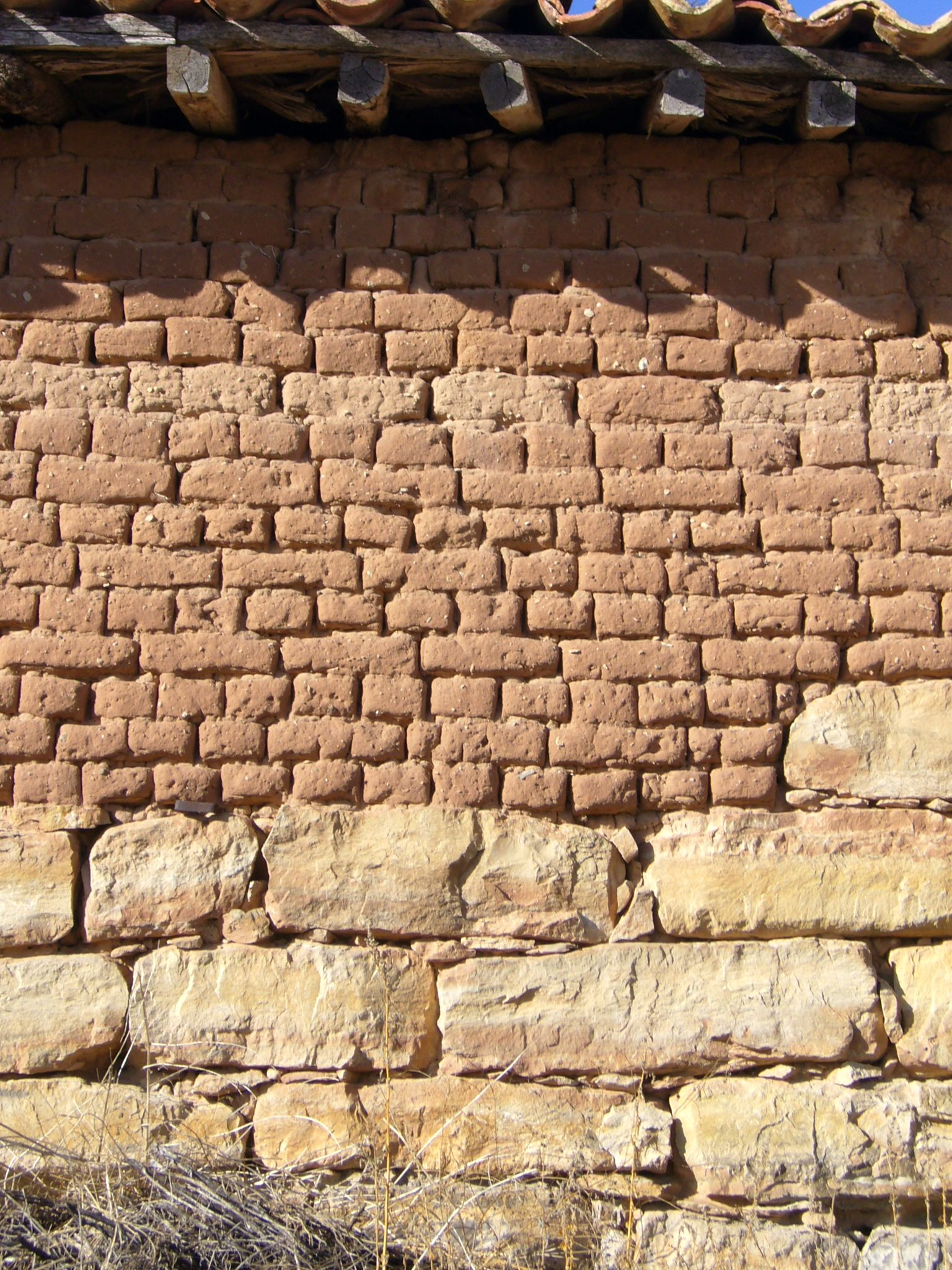
Mur en adobe sur sous-sol en pierre dans une maison antique de Burgos, Espagne.

Le terme « adobe », en castillan, bien qu'avec la graphie « adoves », apparaît pour la première fois déjà en 1139-1149, dans le Fuero de Pozuelo de Campos (aujourd'hui Pozuelo de la Orden, dans la province de Valladolid).
En français, le terme apparaît plus récemment, par glissement du mexicain, dans le Littré de 1872-1877 comme étant le « nom, au Mexique, d'une construction composée de lattes et de terre ». Ceci ne veut pas dire que la technique était inusitée auparavant. On la retrouve en Lorraine où — dit un manuel de 1825 — on construisait aussi avec des briques desséchées au soleil et posées avec un mortier d'argile, l'exécution étant facile et peu coûteuse. « On labourait en plusieurs sens une portion de terre dont la surface est calculée en raison de la dimension du bâtiment à construire ; on battait avec une masse cette portion de terre et la forme en surface unie ; puis, avec des règles et un tranchant, on coupait cette terre battue en lignes droites, espacées de 8 à 9 pouces, et par d'autres transversales de quatre à cinq pouces de distance. Tous ces carreaux ainsi tracés présentaient un champ couvert de briques. On laissait cette terre bien sécher et prendre le plus de consistance possible, et, après un temps convenable, on enlevait chaque carreau qui présentait alors la forme d'une brique de deux pouces environ d'épaisseur. C'est avec de pareilles briques qu'on élevait un bâtiment, en posant chaque assise, à la manière ordinaire, sur un lit de la même terre délayée en consistance de mortier. »
Cet article s'attache à décrire la pratique des éléments de construction, faits d'une masse d'argile (argile et sable) mêlée avec de la paille (mortier de terre), moulée en forme de brique et séchés au soleil, avec lesquels on construit les murs de différents bâtiments, appelés « adobes ».

## Histoire

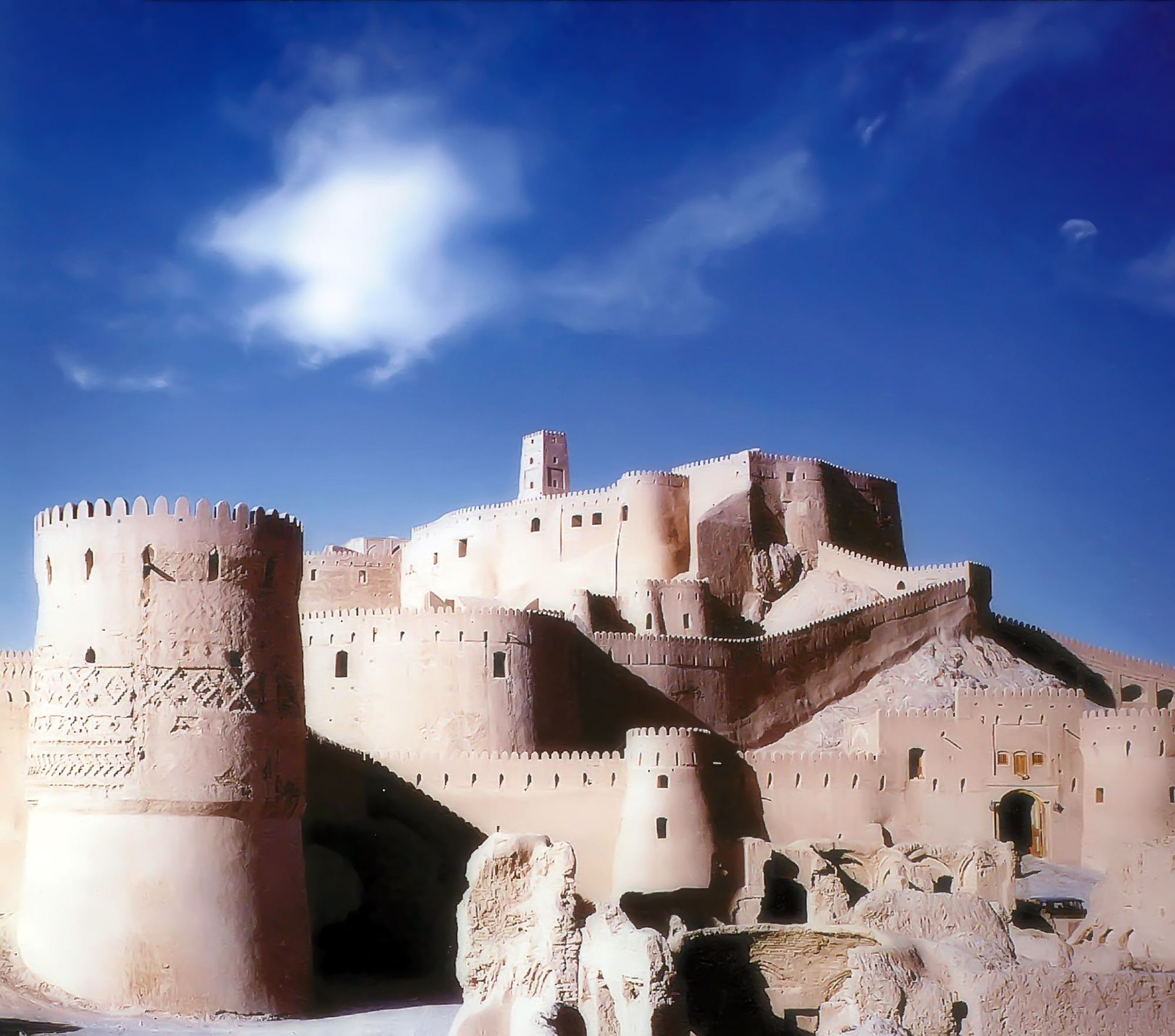
La citadelle de Bam, avant le tremblement de terre de 2003.

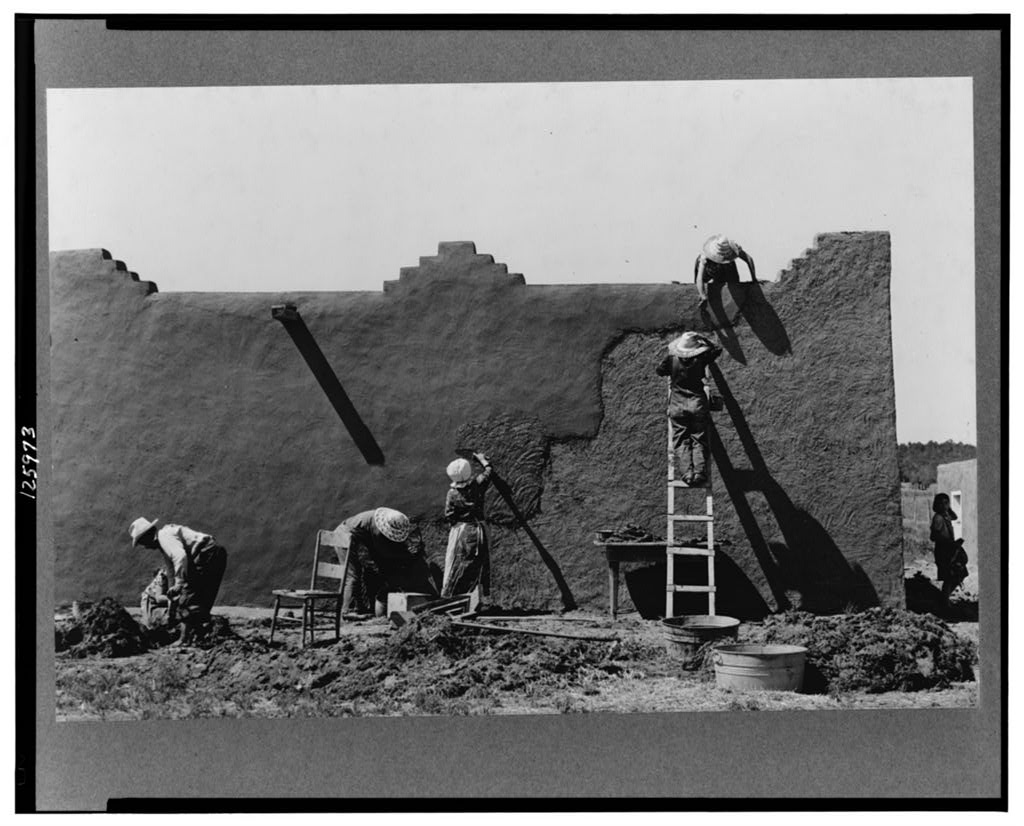
Enduit de terre plaqué sur un mur construit en briques de terre crue.

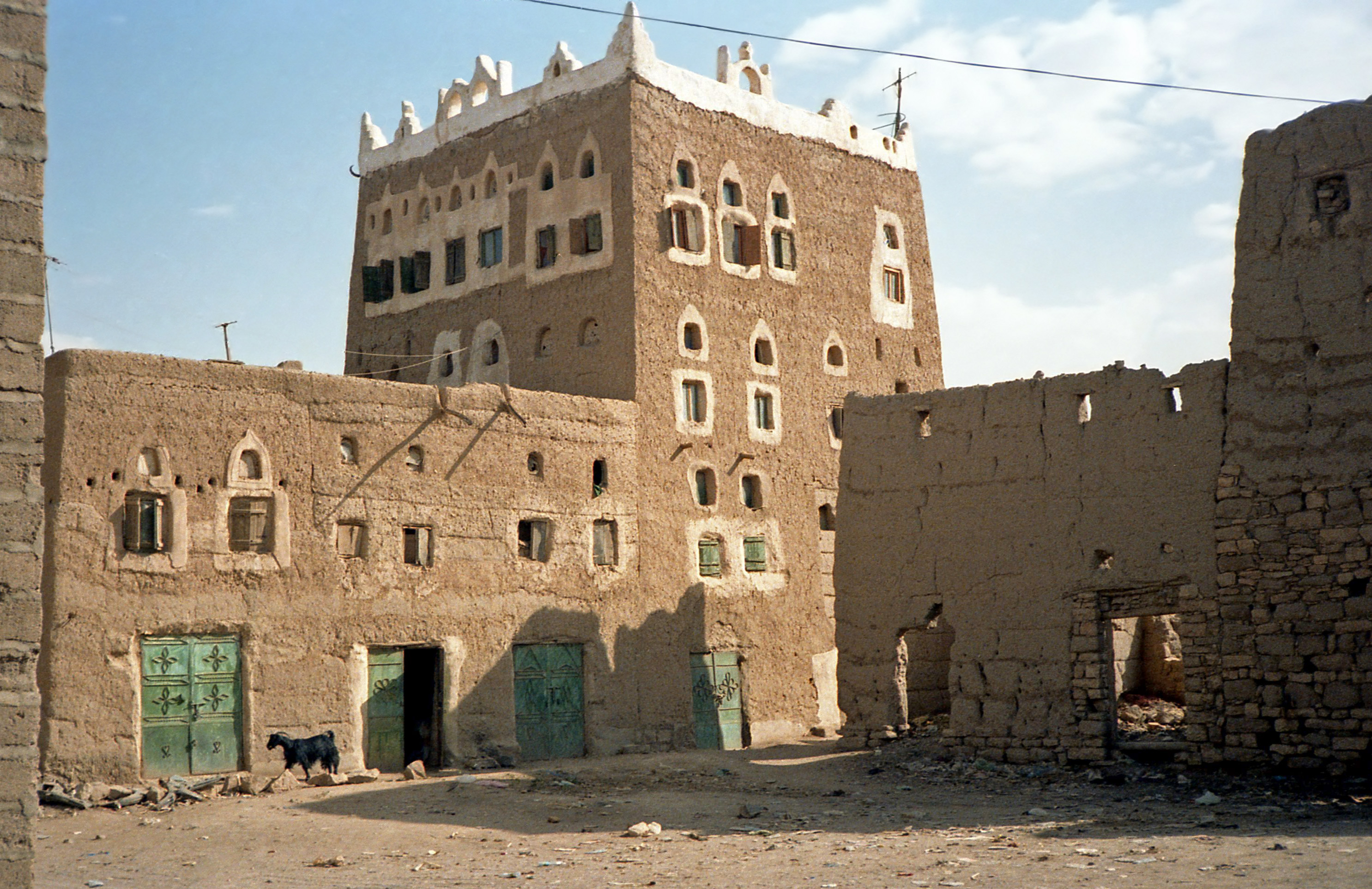
Une maison à Sa'dah, au Yémen.

La technique d'élaboration de l'adobe et son usage sont étendus à l'ensemble du globe, se retrouvant dans de nombreuses cultures qui n'ont jamais été mises en contact.
Anatolie
La plus ancienne ville connue, Çatalhöyük, en Anatolie, du VIIe millénaire avant Jésus Christ, avait ses maisons bâties en adobes.
Égypte
L'Égypte antique a employé fréquemment l'adobe — élaboré avec le limon du Nil — dans la construction de ses maisons, tombes (mastabas), forteresses, et même palais, de la même façon que les Égyptiens ont aussi été les premiers en employer la pierre taillée pour ériger temples, pyramides et autres édifications monumentales.
Iran
La plus grande structure construite en adobe était l'Arg-é Bam, la citadelle de Bam en Iran, qui a subi d'importants dommages lors du tremblement de terre du 26 décembre 2003.
Pérou
Au Pérou se trouve la ville d'adobe la plus grande d'Amérique : la citadelle de Chan Chan (1200-1480) appartenant à la culture chimú. Ainsi, quelques chroniques du XVIe siècle rapportent que les chefs des tallanos habitaient dans des palais bâtis avec ce matériau. La Huaca del Sol comporte 100 millions de briques.
Amérique du Nord
La plupart des pueblos et des missions du sud-ouest américain sont construits en adobe.
Espagne
En Espagne, l'adobe est caractéristique, entre autres des régions sèches de Castille-et-Léon où l'on ajoute de la paille à la terre. Les constructions en adobe sont rafraichies avec une couche de la même argile, ce qui donne cet aspect tellement curieux des maisons typiques du Tierra de Campos. L'adobe est aussi d'usage dans les régions semi-désertiques de l'Afrique, l'Amérique Centrale et l'Amérique du Sud (rancho).
Afrique sub-saharienne
Plusieurs mosquées d'Afrique occidentale sont réalisées en adobe : par exemple à Tombouctou et la Grande mosquée de Djenné au Mali.

## En Amérique latine
Au Mexique, en Colombie, en Équateur, au Pérou, en Bolivie, et Argentine et dans le sud[pas clair] et le nord du Chili, les maisons en adobe sont encore le patrimoine de beaucoup de familles pauvres, qui conservent cette tradition depuis des temps immémoriaux. Mêler l'argile à des herbes sèches (paille et foin) permet une agglomération correcte, une grande résistance aux intempéries et évite que les blocs une fois solidifiés ne se fissurent. Les blocs sont par la suite assemblés par un mortier d'argile lors de l'élévation des murs.
En août 2015, quelques architectes continuent à utiliser des murs en adobe en combinaison avec des fondations, colonnes et dalles de béton eu égard à leurs caractéristiques propres. Dans de nombreuses villes et villages d'Amérique centrale et du Sud, la construction en adobe est maintenue vivante, même menacée par les impositions du marché officiel ou par la notoriété qu'il en a été faite lors de tremblements de terre ou relativement à la maladie de Chagas. En Uruguay, l'adobe est une des techniques de construction traditionnelles qui a été progressivement mise à l'écart, bien que dans les vingt dernières années il y a eu des expériences à la fois à Montevideo et à l'intérieur du pays.
Le retour à une architecture en adobe est largement dû aux économies d'énergie que la construction employant ce type de matériau implique généralement. En effet, l'adobe possède de bonnes propriétés thermiques, c'est pourquoi la facture d'énergie pour refroidir ou réchauffer les maisons est réduite. Par ailleurs, un des problèmes typiques de l'adobe, son absorption de l'humidité du sol par capillarité, peut être résolu par la solution assez fréquemment utilisée de créer une fondation hydrofuge ou imperméable jusqu'à environ un mètre de hauteur au-dessus du niveau du sol. Une telle fondation est habituellement en pierre ou en béton.

### Caractéristiques de l'adobe en Amérique latine

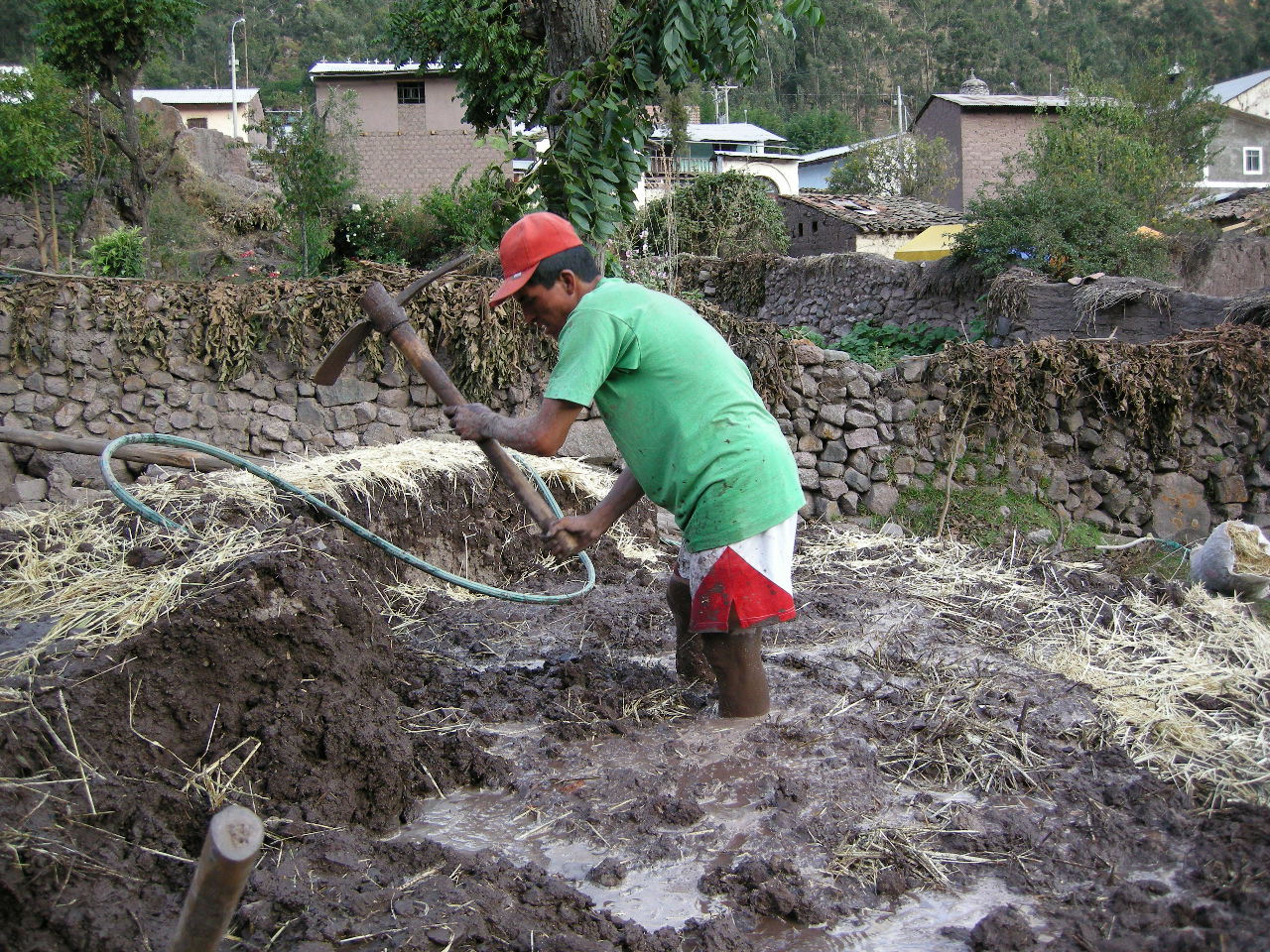
Mélange d'adobe.

Pour éviter que l'adobe ne se fissure au séchage, on ajoute à la masse, paille, crin de cheval, foin sec, qui servent d'armature. Les dimensions doivent être telles que le maçon puisse le manier avec une seule main, généralement dans des proportions de 1:2 entre la largeur et la longueur, variant dans son épaisseur entre 6 et 10 cm, mesure qui permet un séchage approprié. Les dimensions les plus communes sont de 6 × 15 × 30 cm, 10 × 30 × 60 cm, 7 × 20 × 40 cm ; dépendant de la région du monde et ses conditions.

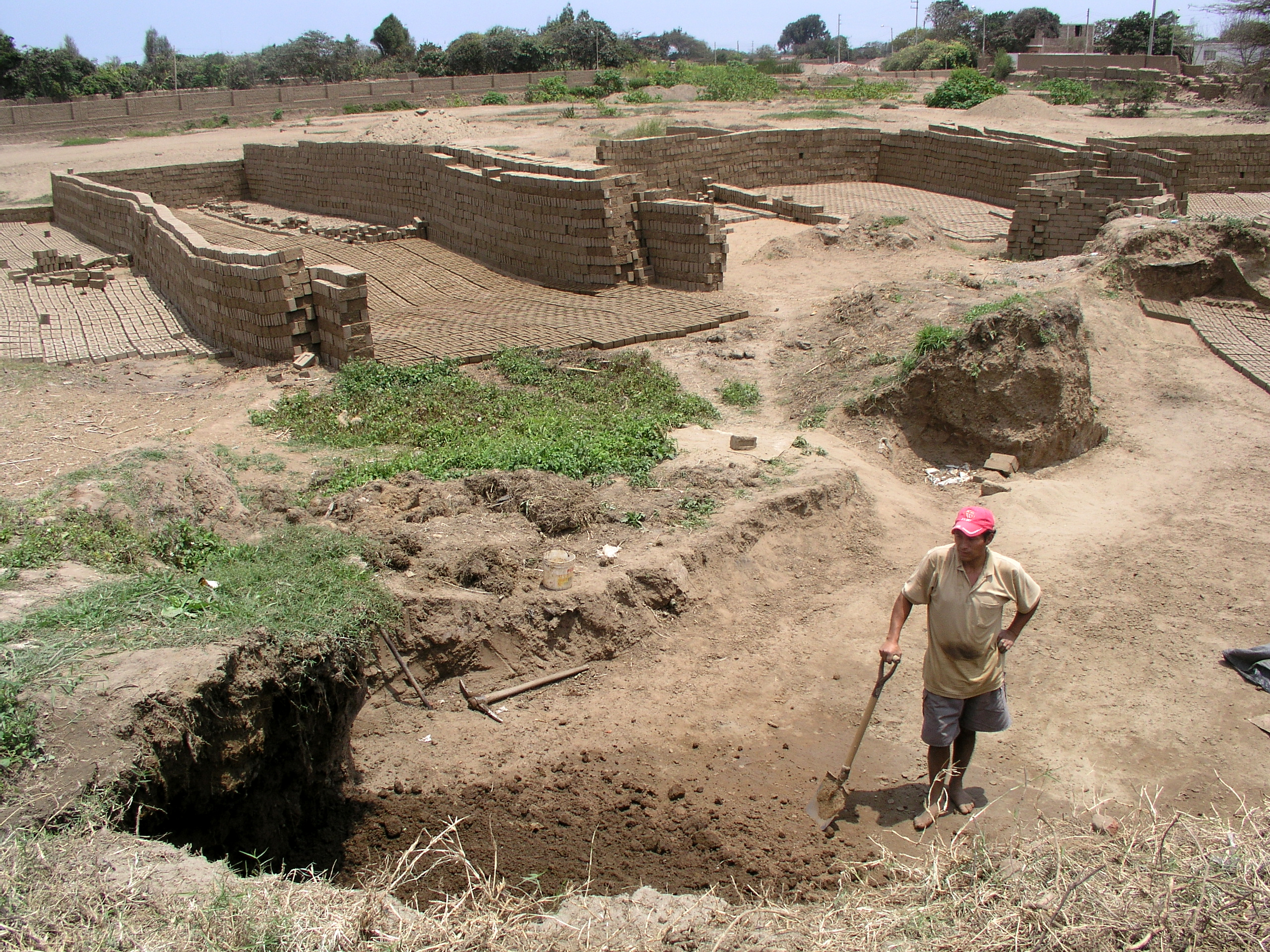
Fabrication de briques près de Trujillo, (Pérou).

L'eau ramollit la boue séchée, qui doit dès lors être protégée de manière adaptée selon les circonstances : eaux de pluie, infiltrations dues à de mauvaises installations, entretien inapproprié (arrosages extérieurs, etc.) ; la protection élémentaire consiste à faire des débordements de toiture suffisants sur les côtés du bâtiment d'où provient la pluie et la construction correcte des fondations. L'adobe requiert un entretien continu, qui se fait avec des couches de boue (enduits de boue). Il ne faut pas faire cet enduit avec du ciment, puisque la couche résultante est peu perméable à la vapeur d'eau et conserve l'humidité intérieure, de sorte que l'adobe tomberait en morceaux de l'intérieur et pourrait même provoquer le pelage de l'enduit de mortier par détachement du mur. La meilleure solution pour les murs externes est l'enduisage à base de chaux éteinte en pâte, mêlée à de l'argile ou du sable, pour la première couche, et pour la deuxième, seulement de la pâte de chaux et du sable. Pour les parements intérieurs, on peut faire un mélange d'argile, de sable et d'eau, et pour la finition de la terre fine stabilisée par du sable, à laquelle on peut ajouter des imperméabilisants dans l'eau de gâchage.
En pays de main d’œuvre bon marché, l'adobe est très économique ; il permet de fabriquer soi-même les matériaux pour bâtir sa propre maison. Autrefois, à la morte-saison, au moment où les agriculteurs n'avaient pas de tâches à faire dans le domaine, ils fabriquaient des briques, qu'ils vendaient à qui voulait construire une maison. De là le proverbe espagnol : « mientras descansa está haciendo adobes » (« tout en se reposant, il fait des briques »).
L'adobe, actuellement, se fabrique de façon plus exacte quant à la composition, et comporte habituellement 20 % d'argile et 80 % de sable, ceci en fonction de la composition du sol, quand il est plus argileux plus de sable s'agrège, sans agréger de la paille ou d'autres éléments au mélange : les recherches ont montré que l'inclusion de fibres végétales pouvait servir d'attracteur pour les termites et d'autre part, lorsque le séchage de l'adobe sans des fibres se fait à l'ombre, le retrait est moindre.
L'adobe a une grande inertie thermique, en raison des épaisseurs nécessaires pour bâtir, de sorte qu'il stabilise la température interne ; il préserve la fraîcheur en été et la chaleur en hiver.
Face au pisé, qui est semblable mais est mis en œuvre en masse, avec coffrage, l'adobe a l'avantage de requérir beaucoup moins temps de préparation.

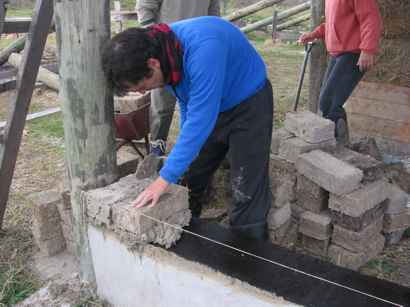
Construction d'un mur en adobes.

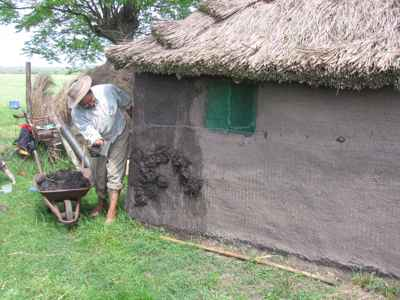
Enduisage d'un logement rural en terre dans le village Los Ceballos (Paysandú, Uruguay).

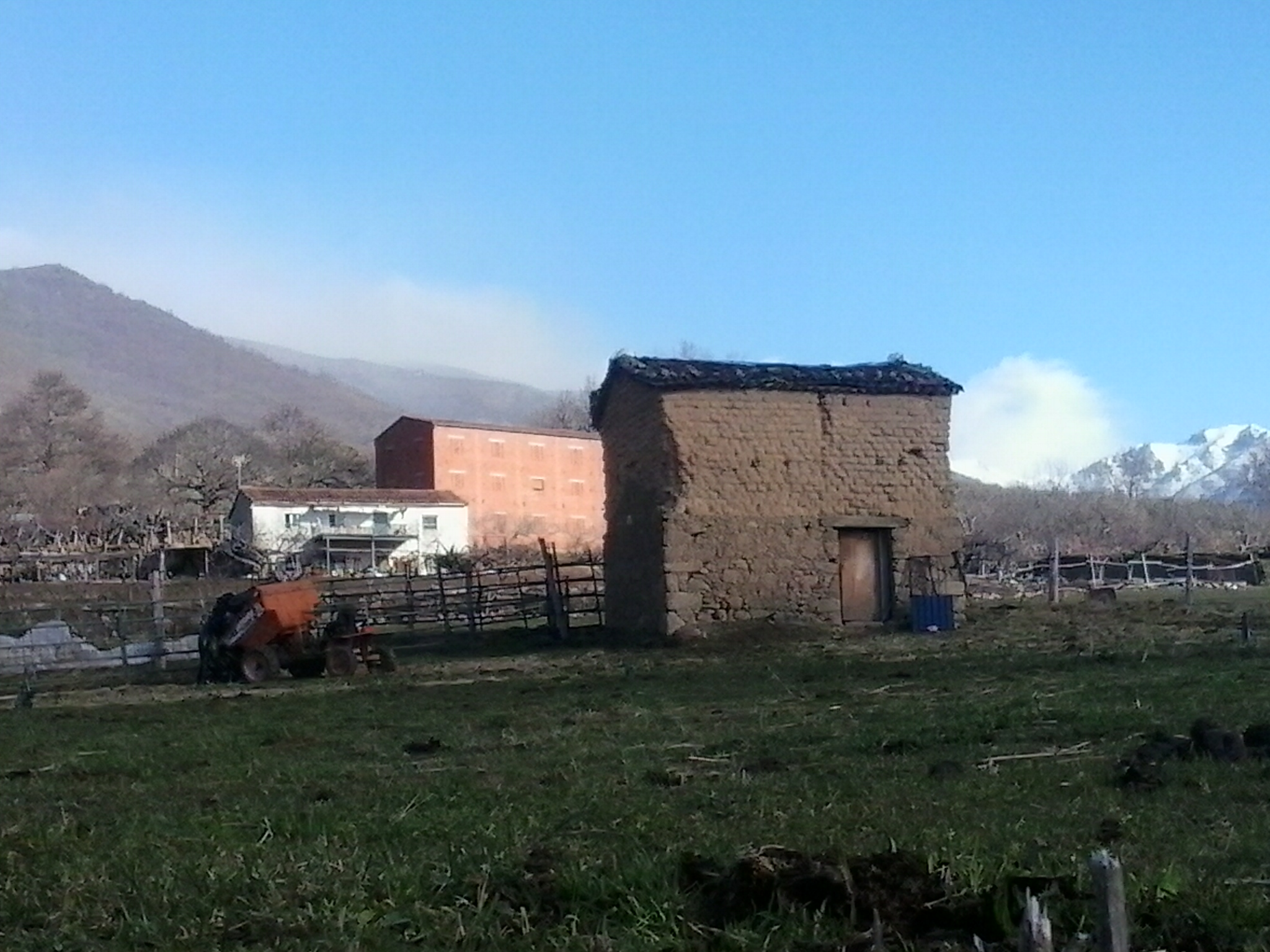
Maison en adobe près d'Aldeanueva de la Vera. Cáceres.

### Mode constructif en Amérique latine
La construction en adobe présente l'avantage de sa similitude formelle, constructive et esthétique avec la brique de champ cuite. En cas de disponibilité de beaucoup de main d’œuvre, spécialisée ou non, cette technique est bien adaptée en ce qui concerne les procédés de fabrication qui permettent l'intégration de beaucoup de personnes pendant le foulement et le moulage bien qu'il faille veiller à contrôler la production en cours, afin de minimiser les variations dimensionnelles des pièces. Les murs d'adobe présentent de très bonnes qualités acoustiques (bon isolant) et thermiques en raison des caractéristiques du matériau et des épaisseurs utilisées.
Les désavantages de cette technique sont inhérents au processus propre de fabrication qui peut être lent puisqu'il requiert deux ou trois semaines pour pouvoir utiliser les pièces, dans le cas où la production se fait sur place. Le procédé aussi est dépendant des zones de foulement, séchage et approvisionnement, que commandera la continuité de production, attendant que sèchent les pièces précédemment réalisées. Dès lors, cette technique requiert certaines mises à disposition d'infrastructures afin de pouvoir compter sur des surfaces horizontales et nettes, et des zones protégées pour éviter que l'eau de pluie n'affecte la production.
Les erreurs courantes dans la construction en adobe peuvent être réduites moyennant un contrôle de la terre et des stabilisants utilisés, le dimensionnement approprié des pièces et des murs, le dimensionnement approprié de la structure, autant que les fondements, murs porteurs, poutres et piliers, et la protection face à la pluie et à l'humidité naturelle du terrain. Autant les avantages ou désavantages doivent être pris en compte comme les données de la réalité, mais les conditions propres à l’ouvrage seront celles qui détermineront ou non la viabilité des processus.

### Construction sismo-résistante en Amérique latine
En Amérique latine il y a des exemples de structures en adobe présentant une grande vulnérabilité sismique, comme il y a eu des comportements inappropriés au-devant des forces induites par les tremblements de terre — inclus les tremblements modérés de la terre —, et des effondrements soudains. Ceci a produit de nombreuses pertes humaines et d'importantes pertes économiques, culturelles et patrimoniales. Un cas concret est le tremblement de terre de la ville de Carthage au Costa Rica en 1910, après lequel s'est vu interdire l'utilisation de l'adobe dans les constructions dudit pays. Ceci se remarque de manière réitérée en Amérique latine, où l'attention portée au patrimoine, en particulier la terre, se rencontre, en général, sans l'entretien et les soins appropriés. Les principales raisons de l'effondrement et de la vulnérabilité sismique des bâtiments d'adobe sont dues au manque d'entretien, à la négligence, à des interventions inadéquates sur la structure et surtout à des constructions précaires ou ignorantes des systèmes de construction adéquats, ne tenant pas compte des caractéristiques de base de la construction, comme le respect des proportions en hauteur et en épaisseur, des proportions appropriées dans le mélange, des mortiers corrects, entre autres.
Le problème majeur pour la réparation, l'entretien et l'exécution correcte des constructions en adobe est la perte des traditions ancestrales, transmises de génération en génération, ceci générant un vide dans la culture constructive, une perte de savoir-faire mais aussi des problèmes qui peuvent être fatals, surtout dans le cas des pays à sismicité élevée.
Selon les normes argentines pour des constructions sismo-résistantes : règlement INPRES - CIRSOC 103 : « il existe des matériaux aptes pour réaliser des constructions sûres, et des matériaux inaptes (tels que l'adobe), mais d'aucune façon peut-on parler de matériels sismo-résistants ».
Cette situation a conduit à ce que les gouvernements et la population en général ont favorisé la reconstruction avec blocs, briques et béton. Pourtant, ces logements nouveaux, en dehors de perdre leurs qualités thermiques, sont plus coûteux et leur édification en autoconstruction plus difficile. Pour cette raison, beaucoup de centres de recherche et agences de coopération travaillent pour développer des constructions sismo-résistantes en adobe qui soient saines et socialement abordables.
En Colombie et au Pérou ont été développées diverses études et techniques tendant à obtenir des pièces en adobe sismo-résistantes, en prêtant un intérêt particulier à la composition et aux dimensionnement optimaux, pièces qui puissent être utilisées autant dans de nouvelles constructions qu'en réhabilitation.

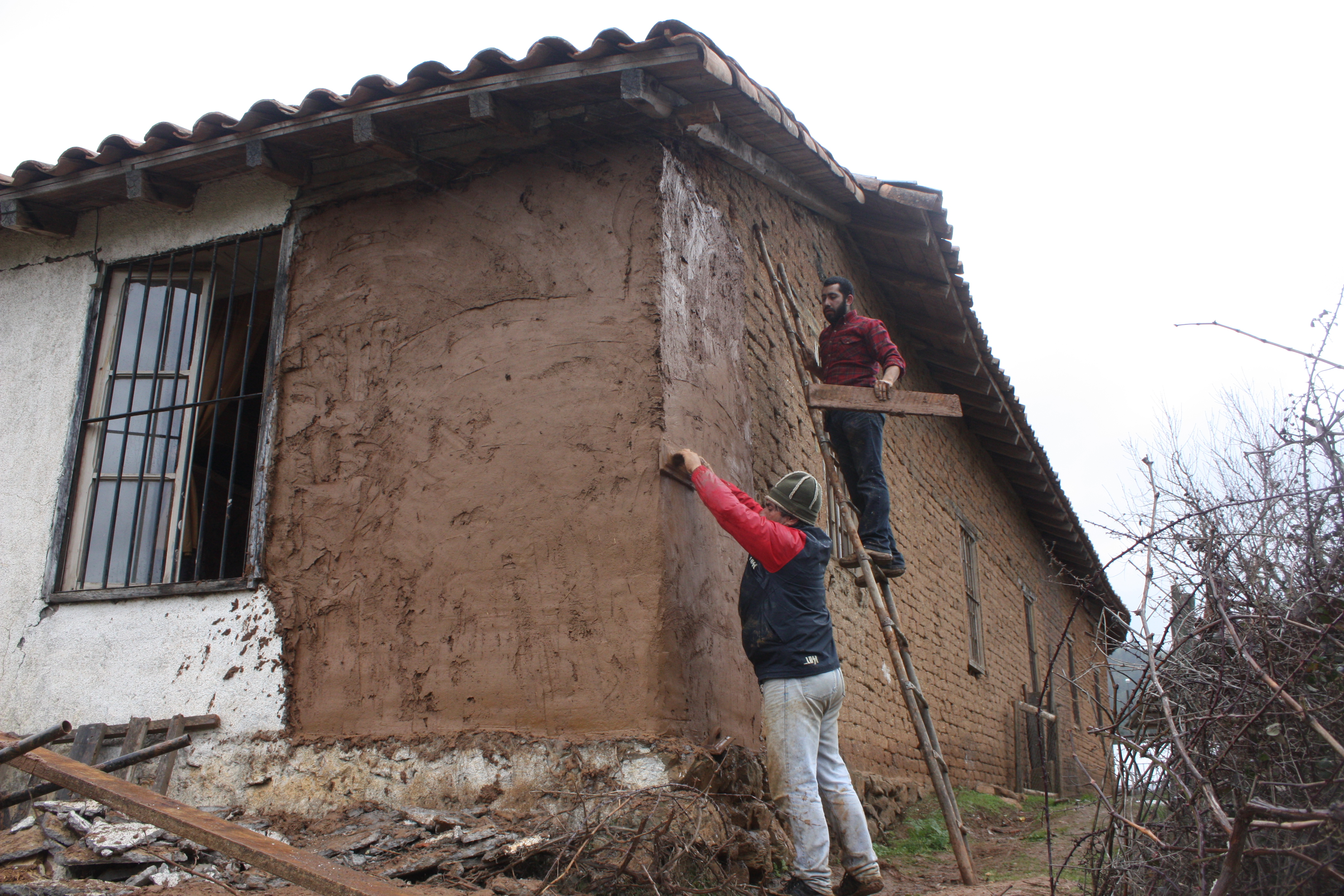
Réparation de constructions en adobe endommagées par le tremblement de terre de 2010 à Vichuquén, région du Mauléon (Chili).

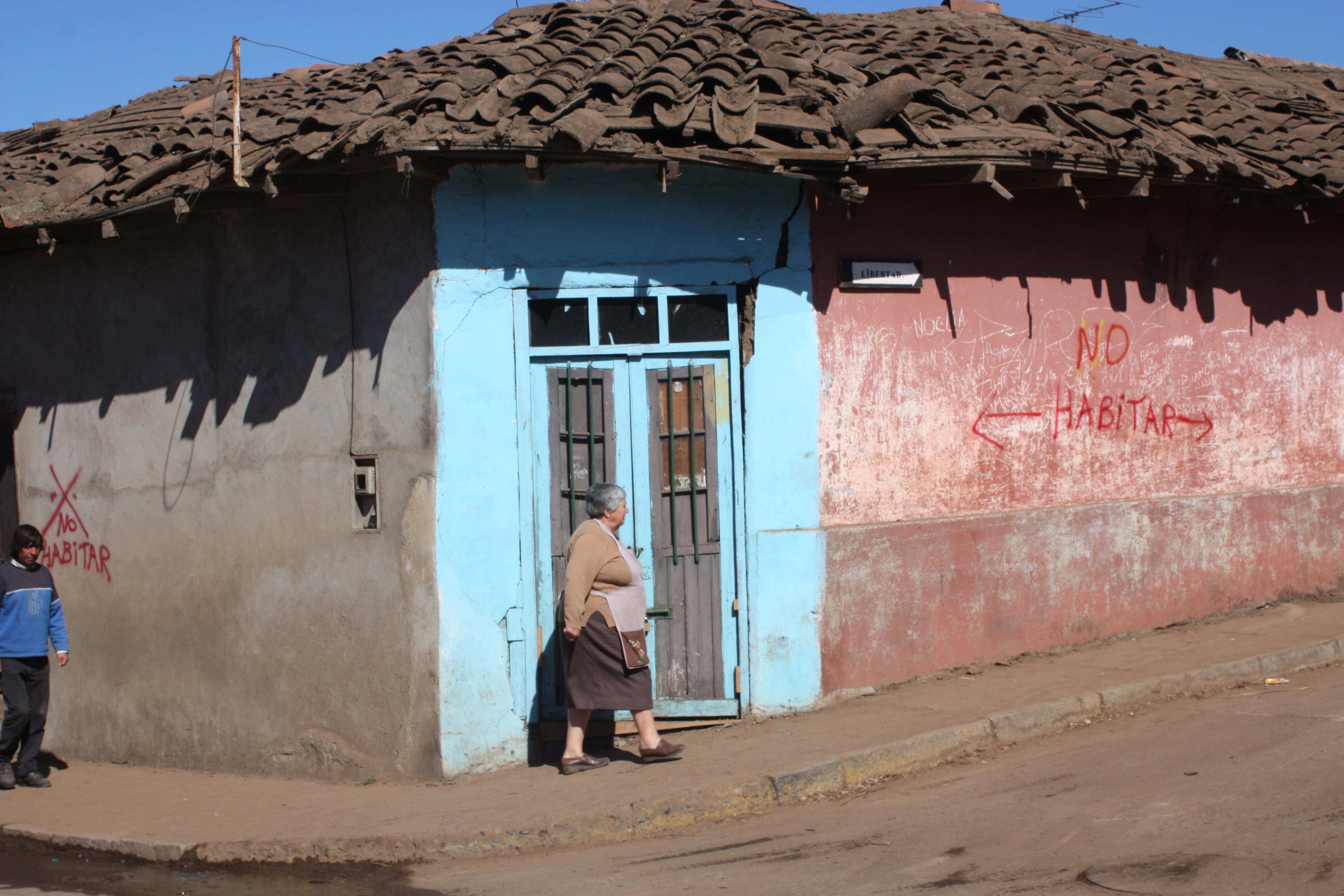
Enseigne sur une maison en adobe après le tremblement de terre de 2010 à Chanco (Chili).

Au Chili, durant le tremblement de terre de Santiago de 1985, beaucoup de constructions en adobe ont été sérieusement endommagées et pendant le tremblement de terre du Chili de 2010, diverses constructions de ce matériau se sont abattues ou sont restées gravement endommagées. Des communes comme San Carlos, Yumbel, Santa Cruz, Talca (vieille ville) au Chili, étaient pratiquement à terre en raison de glissements de terrain, parce qu'elle possédaient les bâtiments les plus anciens et les plus vétustes des zones sinistrées. Cependant, beaucoup d'entre eux se sont également effondrés et ont été abandonnés à cause des préjugés générés par les années, en méconnaissance réelle de l'état de ces constructions, ce qui a généré un niveau de méfiance élevé dans la population et un préjugé sur le matériau. Certains sont restés stoïques, attendant réparation et d'autres ont déjà réparé, comme à Vichuquén.
Actuellement, diverses universités du Chili, organismes d'État et bureaux privés étudient une façon de rénover l'adobe et de lui donner des propriétés sismo-résistantes pour maintenir l'identité culturelle du pays. D'autre part sont étudiées des stratégies appliquées dans les bâtiments qui se sont maintenus sur pied durant des siècles sans s'abattre, malgré l'immense quantité de tremblements de terre du Chili, pour apprendre des manières de construire traditionnelles et par là faire de bons constructeurs en terre.

## En Afrique

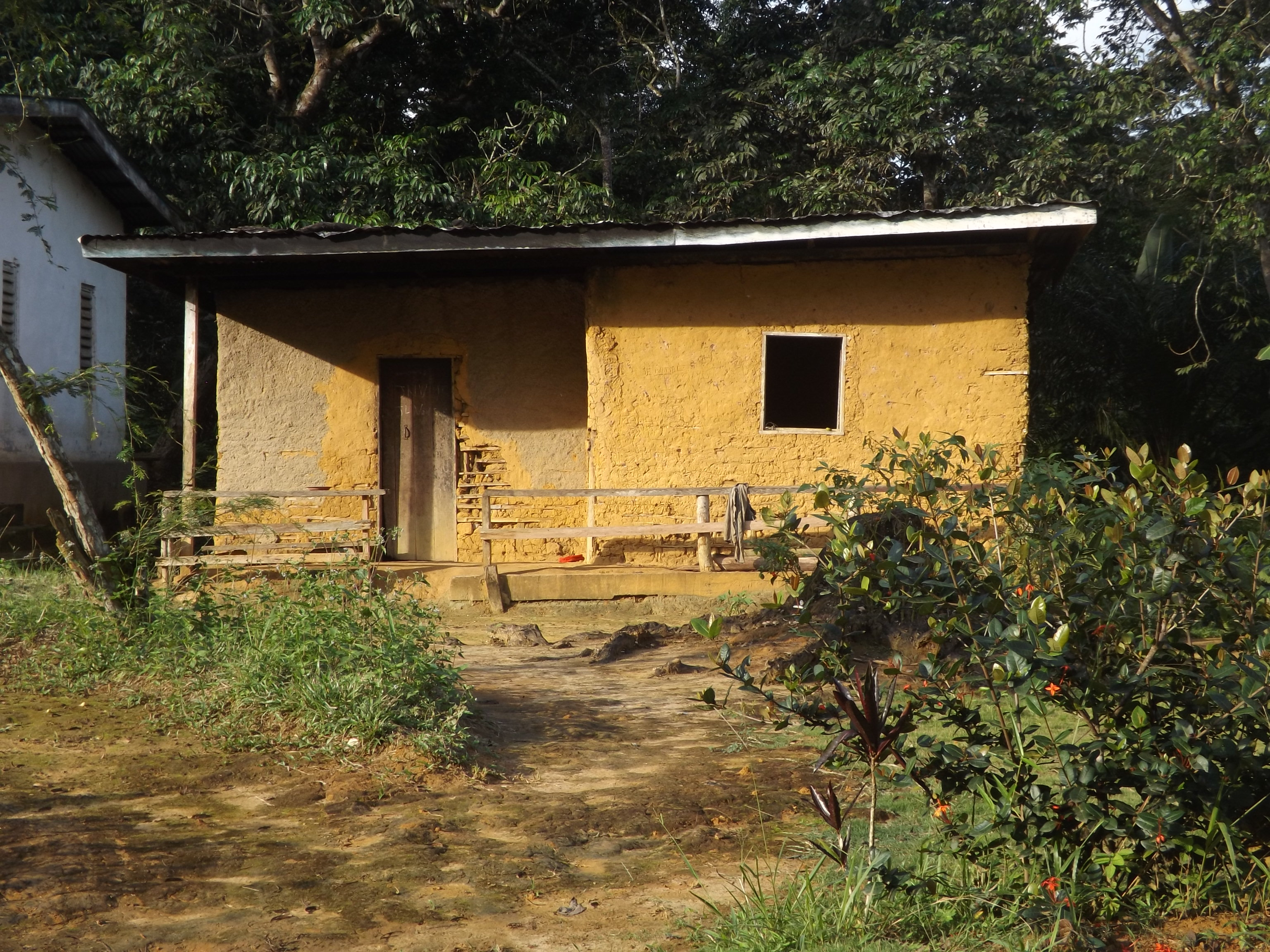
Maison rurale en adobe au Cameroun.

En Afrique, la terre crue est largement utilisée pour la construction des maisons notamment en zone rurale.